# PotchOpen I 2021
Il PotchOpen I 2021 è stato un torneo maschile di tennis giocato sul cemento. È stata la 2ª edizione del torneo e faceva parte della categoria Challenger 80 nell'ambito dell'ATP Challenger Tour 2021. Si è giocato ai Fanie du Toit sports grounds di Potchefstroom, in Sudafrica, dall'8 al 14 febbraio 2021. La settimana successiva si è tenuta nello stesso impianto la 3ª edizione del torneo, la 2ª del 2021.

## Partecipanti

### Teste di serie
| Nazionalità     | Giocatore            | Ranking* | Testa di serie |
| --------------- | -------------------- | -------- | -------------- |
| India           | Prajnesh Gunneswaran | 130      | 1              |
| Francia         | Benjamin Bonzi       | 134      | 2              |
| Svizzera        | Marc-Andrea Hüsler   | 143      | 3              |
| Regno Unito     | Jay Clarke           | 190      | 4              |
| Canada          | Brayden Schnur       | 208      | 5              |
| Turchia         | Cem İlkel            | 214      | 6              |
| Canada          | Peter Polansky       | 220      | 7              |
| Rep. Dominicana | Roberto Cid Subervi  | 222      | 8              |

* Ranking al 1º febbraio 2021.

### Altri partecipanti
I seguenti giocatori hanno ricevuto una wild card per il tabellone principale:
- Robbie Arends
- Vaughn Hunter
- Khololwam Montsi

I seguenti giocatori sono entrati in tabellone col ranking protetto:
- Jenson Brooksby
- Julien Cagnina

I seguenti giocatori sono passati dalle qualificazioni:
- Mirza Bašić
- Liam Broady
- Nick Chappell
- Ryan Peniston

## Punti e montepremi
| Torneo    | Torneo              | V     | F     | SF    | QF    | 2T  | 1T  | Q | Q2  | Q1  |
| Singolare | Punti               | 80    | 48    | 29    | 15    | 7   | 0   | 4 | 1   | 0   |
| Singolare | Premi in denaro ($) | 7 200 | 4 240 | 2 510 | 1 460 | 860 | 520 | – | 260 | 130 |
| Doppio    | Punti               | 80    | 48    | 29    | 15    | –   | 0   | – | –   | –   |
| Doppio    | Premi in denaro ($) | 3 100 | 1 800 | 1 080 | 640   | –   | 360 | – | –   | –   |

## Campioni

### Singolare
Benjamin Bonzi ha sconfitto in finale  Liam Broady con il punteggio di 7–5, 6–4.

### Doppio
Marc-Andrea Hüsler /  Zdeněk Kolář hanno sconfitto in finale  Peter Polansky /  Brayden Schnur con il punteggio di 6–4, 2–6, [10–4].